# Andrea Mengoni
Andrea Mengoni (Roma, 16 settembre 1983) è un allenatore di calcio ed ex calciatore italiano, difensore, tecnico del Porto Sant'Elpidio.

## Carriera
Cresciuto nell'Acilia, con questa squadra gioca da titolare in Serie D a 18 anni.
Nel 2001 esordisce tra i professionisti nel Castel di Sangro in Serie C1: disputa 10 partite nella stagione che vede la retrocessione in Serie C2 dei sangrini. Nel 2002 viene acquistato dal Chievo Verona, che lo cede in prestito per diverse stagioni. Gioca un altro campionato nel Castel di Sangro, poi nel 2003 rimane in Abruzzo passando al Chieti, mentre nel gennaio seguente si trasferisce alla Fermana restandovi per un anno e mezzo.
Nel 2005 viene acquisito dal Cesena, dove esordisce in Serie B giungendo ai play-off promozione; l'anno seguente torna in Serie C1 al Grosseto dove vince il campionato. Nel 2007 fa ritorno nella serie cadetta con la maglia dell'Avellino, con cui non evita la retrocessione, mentre nel campionato 2008-2009 passa in prestito al Piacenza, nell'ambito della cessione di Bogdan Pătrașcu al Chievo.
Rientrato al Chievo, nel 2009 passa al Pescara dove contribuisce alla vittoria dei play-off di Prima Divisione. A fine stagione ne viene riscattata la comproprietà dalla società abruzzese, con cui disputa il campionato di Serie B 2010-2011.
Il 31 agosto 2011 si trasferisce a titolo definitivo al Barletta, firmando un contratto biennale.
Il 20 agosto 2012 la società comunica la risoluzione contrattuale, e il giocatore si accasa al Benevento, firmando un contratto biennale. Nella sua seconda stagione, la più prolifica della carriera (6 reti) indossa anche la fascia di capitano e risulta uno dei migliori giocatori della squadra per rendimento. Dopo due stagioni con la formazione sannitica, culminate con l'eliminazione ai playoff nel campionato 2013-2014, il 29 maggio 2014 passa all'Ascoli firmando un triennale sino al 30 giugno 2017.
La prima stagione in bianconero culmina con la vittoria del campionato di Serie C e il ritorno dell'Ascoli in Serie B dopo soli due anni dalla retrocessione 
(Da registrare una doppietta nella trasferta a Lucca). Anche in Serie B resta il perno della difesa bianconera, arriveranno 3 salvezze risicate consecutive, di cui la più clamorosa nel doppio 0-0 ai playout contro la Virtus Entella nel 2018.
Finita l'avventura con l'Ascoli, passa alla Virtus Francavilla, poi alla Sangiustese ed infine alla Sangiorgese.

## Statistiche

### Presenze e reti nei club
Statistiche aggiornate al 13 maggio 2021.
| Stagione                | Squadra                 | Campionato              | Campionato | Campionato | Coppe nazionali | Coppe nazionali | Coppe nazionali | Coppe continentali | Coppe continentali | Coppe continentali | Altre coppe | Altre coppe | Altre coppe | Totale | Totale |
| Stagione                | Squadra                 | Comp                    | Pres       | Reti       | Comp            | Pres            | Reti            | Comp               | Pres               | Reti               | Comp        | Pres        | Reti        | Pres   | Reti   |
| ----------------------- | ----------------------- | ----------------------- | ---------- | ---------- | --------------- | --------------- | --------------- | ------------------ | ------------------ | ------------------ | ----------- | ----------- | ----------- | ------ | ------ |
| 2000-2001               | Acilia                  | D                       | 31         | 1          | CI-D            | -               | -               | -                  | -                  | -                  | -           | -           | -           | 31     | 1      |
| 2001-2002               | Castel di Sangro        | C1                      | 10         | 0          | CI-C            | 0               | 0               | -                  | -                  | -                  | -           | -           | -           | 10     | 0      |
| 2002-2003               | Castel di Sangro        | C2                      | 26+2       | 0          | CI-C            | 0               | 0               | -                  | -                  | -                  | -           | -           | -           | 28     | 0      |
| Totale Castel di Sangro | Totale Castel di Sangro | Totale Castel di Sangro | 36+2       | 0          |                 | 0               | 0               |                    | -                  | -                  |             | -           | -           | 38     | 0      |
| 2003-gen. 2004          | Chieti                  | C1                      | 14         | 0          | CI-C            | 7               | 1               | -                  | -                  | -                  | -           | -           | -           | 21     | 1      |
| gen.-giu. 2004          | Fermana                 | C1                      | 13+2       | 0          | CI-C            | -               | -               | -                  | -                  | -                  | -           | -           | -           | 15     | 0      |
| 2004-2005               | Fermana                 | C1                      | 30+2       | 1          | CI-C            | 0               | 0               | -                  | -                  | -                  | -           | -           | -           | 32     | 1      |
| Totale Fermana          | Totale Fermana          | Totale Fermana          | 43+4       | 1          |                 | 0               | 0               |                    | -                  | -                  |             | -           | -           | 47     | 1      |
| 2005-2006               | Cesena                  | B                       | 30+1       | 2          | CI              | 0               | 0               | -                  | -                  | -                  | -           | -           | -           | 31     | 2      |
| 2006-2007               | Grosseto                | C1                      | 27         | 1          | CI+CI-C         | 0               | 0               | -                  | -                  | -                  | SL-C1       | 0           | 0           | 27     | 1      |
| 2007-2008               | Avellino                | B                       | 37         | 3          | CI              | 1               | 0               | -                  | -                  | -                  | -           | -           | -           | 38     | 3      |
| 2008-2009               | Piacenza                | B                       | 17         | 0          | CI              | 1               | 0               | -                  | -                  | -                  | -           | -           | -           | 18     | 0      |
| 2009-2010               | Pescara                 | 1D                      | 32+4       | 0          | CI-LP           | 1               | 0               | -                  | -                  | -                  | -           | -           | -           | 37     | 0      |
| 2010-2011               | Pescara                 | B                       | 37         | 3          | CI              | 1               | 0               | -                  | -                  | -                  | -           | -           | -           | 38     | 3      |
| Totale Pescara          | Totale Pescara          | Totale Pescara          | 69+4       | 3          |                 | 2               | 0               |                    | -                  | -                  |             | -           | -           | 75     | 3      |
| 2011-2012               | Barletta                | 1D                      | 28         | 0          | CI+CI-LP        | 0+1             | 0               | -                  | -                  | -                  | -           | -           | -           | 29     | 0      |
| 2012-2013               | Benevento               | 1D                      | 25         | 0          | CI+CI-LP        | 1+1             | 0               | -                  | -                  | -                  | -           | -           | -           | 27     | 0      |
| 2013-2014               | Benevento               | 1D                      | 25+3       | 6          | CI+CI-LP        | 3+0             | 0               | -                  | -                  | -                  | -           | -           | -           | 31     | 6      |
| Totale Benevento        | Totale Benevento        | Totale Benevento        | 50+3       | 6          |                 | 5               | 0               |                    | -                  | -                  |             | -           | -           | 58     | 6      |
| 2014-2015               | Ascoli                  | LP                      | 30+1       | 2          | CI-LP           | 3               | 2               | -                  | -                  | -                  | -           | -           | -           | 34     | 4      |
| 2015-2016               | Ascoli                  | B                       | 18         | 0          | CI              | 1               | 0               | -                  | -                  | -                  | -           | -           | -           | 19     | 0      |
| 2016-2017               | Ascoli                  | B                       | 38         | 0          | CI              | 1               | 1               | -                  | -                  | -                  | -           | -           | -           | 39     | 1      |
| 2017-2018               | Ascoli                  | B                       | 13+2       | 1+0        | CI              | 0               | 0               | -                  | -                  | -                  | -           | -           | -           | 15     | 1      |
| lug. 2018               | Ascoli                  | B                       | 0          | 0          | CI              | 1               | 0               | -                  | -                  | -                  | -           | -           | -           | 1      | 0      |
| Totale Ascoli           | Totale Ascoli           | Totale Ascoli           | 99+3       | 3          |                 | 1               | 3               |                    | -                  | -                  | -           | -           | -           | 108    | 6      |
| 2018-2019               | Virtus Francavilla      | C                       | 5          | 0          | CI + CI-C       | 1               | 0               | -                  | -                  | -                  | -           | -           | -           | 6      | 0      |
| 2019-2020               | Sangiustese             | D                       | 13         | 0          | CI-D            | 1               | 0               | -                  | -                  | -                  | -           | -           | -           | 14     | 0      |
| Totale carriera         | Totale carriera         | Totale carriera         | 426        | 20         |                 | 25              | 4               |                    | -                  | -                  |             | -           | -           | 541    | 24     |

## Palmarès
- Campionato italiano Serie C: 1

Grosseto: 2006-2007
- Supercoppa di Lega di Serie C1: 1

Grosseto: 2007